# .bf
.bf는 부르키나파소의 인터넷 국가 코드 최상위 도메인이다. DELGI에 의해 관리된다. 2005년 10월에 IANA 사이트에 연결된 등록 사이트는 전자 통신 공급 업체 ONATEL의 사이트 안에 있다.